# Barcelona Sessions
Barcelona Sessions – piąty album studyjny szwedzkiego piosenkarza Månsa Zelmerlöwa, wydany 5 lutego 2014 przez Warner Music Sweden i Metronome Records w Szwecji. Album osiągnął trzecią pozycję na szwedzkim notowaniu najlepiej sprzedających się albumów w 2015 roku. Wydawnictwo promowały trzy single – Broken Parts, Beautiful Life oraz Run For Your Life. Single nie były notowane na listach przebojów. Jak w przypadku wcześniejszego albumu MZW twórcą tekstów do wszystkich utworów znajdujących się na krążku był Måns Zelmerlöw.

## Single
- „Broken Parts” – pierwszy singiel promujący album. Piosenka została wydana 25 lutego 2013 roku jako pierwsza zapowiedź nadchodzącego wydawnictwa. Do piosenki został nagrany teledysk[1], którego reżyserem został Robin Ehlde. Klip na oficjalnym kanale YouTube wytwórni artysty miał swoją premierę 15 marca 2013 roku.
- Beautiful Life – drugi singiel promujący album. Jak w przypadku wszystkich singli piosenka nie była notowana na żadnej liście przebojów. Utwór został wydany w Szwecji w formacie digital download 13 września 2013 roku.
- Run For Your Life – Trzeci i ostatni singiel promujący piątą płytę artysty. Piosenka została wydana 14 stycznia 2014 roku w Szwecji jako Digital download. Do singla został nagrany teledysk, który swoją premierę miał 17 stycznia 2014 roku na YouTube[2], reżyserem klipu tak jak w przypadku Broken Parts został Robin Ehlde.

## Lista utworów[3]
| Lp. | Tytuł                          | Kompozytorzy                                               | Producent                  | Czas |
| --- | ------------------------------ | ---------------------------------------------------------- | -------------------------- | ---- |
| 1.  | „Run For Your Life”            | Måns Zelmerlöw, Robert Habolin, Gavin Jones                | Robert Habolin             | 3:37 |
| 2.  | „Something About This Town”    | Måns Zelmerlöw, Robert Habolin, Gavin Jones                | Robert Habolin             | 3:19 |
| 3.  | „Broken Parts”                 | Måns Zelmerlöw, Robert Habolin, Gavin Jones, Tobias Frelin | Moh Denebi                 | 3:44 |
| 4.  | „Children of the Sun”          | Måns Zelmerlöw, Moh Denebi, Johan Röhr, Sharon Vaughn      | Moh Denebi, Robert Habolin | 3:52 |
| 5.  | „Beautiful Life”               | Måns Zelmerlöw, Robert Habolin, Gavin Jones                | Robert Habolin             | 3:40 |
| 6.  | „Burning Stars”                | Måns Zelmerlöw, Moh Denebi, Johan Röhr, Sharon Vaughn      | Robert Habolin             | 4:09 |
| 7.  | „Waiting for the World to End” | Måns Zelmerlöw, Robert Habolin, Gavin Jones                | Robert Habolin             | 3:43 |
| 8.  | „Sleep on Roses”               | Måns Zelmerlöw, Robert Habolin, Gavin Jones                | Robert Habolin             | 3:23 |
| 9.  | „Braver on the Outside”        | Måns Zelmerlöw, Moh Denebi, Johan Röhr, Sharon Vaughn      | Robert Habolin             | 3:21 |
| 10. | „This One’s for You            | Måns Zelmerlöw, Robert Habolin, Gavin Jones                | Robert Habolin             | 4:47 |
| 11. | „Parallels”                    | Måns Zelmerlöw, Robert Habolin, Gavin Jones                | Robert Habolin             | 3:17 |

## Notowania na listach sprzedaży
| Kraj    | Lista (2014)  | Najwyższa pozycja |
| ------- | ------------- | ----------------- |
| Szwecja | Top 60 Albums | 3                 |

## Historia wydania
| Kraj    | Data          | Wytwórnia           | Format               |
| ------- | ------------- | ------------------- | -------------------- |
| Szwecja | 5 lutego 2014 | Warner Music Sweden | CD, digital download |